# Heriades albiscopanus
Heriades albiscopanus är en biart som beskrevs av Embrik Strand 1912. Heriades albiscopanus ingår i släktet väggbin, och familjen buksamlarbin. Inga underarter finns listade i Catalogue of Life.